# グランプリ・ディスベルグ
グランプリ・ディスベルグ（Grand Prix d'Isbergues）は、フランス、パ＝ド＝カレー県、イスベルグで開催される、自転車ロードレースのワンデイレース。UCIヨーロッパツアー1.1カテゴリ。